# Tourbes
Tourbes település Franciaországban, Hérault megyében. Lakosainak száma 1875 fő (2022. január 1.). Tourbes Alignan-du-Vent, Nézignan-l’Évêque, Pézenas, Servian és Valros községekkel határos.

## Népesség
A település népessége az elmúlt években az alábbi módon változott:
| Lakosok száma | 767  | 833  | 1022 | 1430 | 1539 | 1535 | 1621 | 1719 | 1782 | 1875 |
|               | 1968 | 1982 | 1990 | 2006 | 2013 | 2015 | 2017 | 2019 | 2020 | 2022 |